# Gerosa (motorfiets)
Gerosa is een historisch Italiaans merk van motorfietsen en vouwmotorfietsen.
De bedrijfsnaam was: Motocicli Angelo Gerosa, Brescia.
Een van de eerste producten van dit Italiaanse merk was een 175cc-OHC-machine, die in 1953 op de markt kwam. In 1956 volgden verschillende 50-, 75- en 125cc-versies en een 50cc-gemotoriseerde bakfiets. In 1969 verscheen er een minibike. Vanaf begin jaren zeventig lag het zwaartepunt bij 50cc-modellen in verschillende uitvoeringen, waaronder terreinmodellen. Ook maakte Gerosa in navolging van de Minibike nog steeds veel kindermodellen en er werden ook nog steeds transportvoertuigen gebouwd.
In 1979 verscheen er een vouwmotorfiets. In 1984 werd de productie gestaakt.